# Makanda Township
Die Makanda Township ist eine von 16 Townships im Jackson County im Südwesten des US-amerikanischen Bundesstaates Illinois. Im Jahr 2010 hatte die Makanda Township 4353 Einwohner.

## Geografie
Die Makanda Township liegt rund 40 km östlich des Mississippi, der die Grenze zu Missouri bildet. Die Mündung des Ohio an der Schnittstelle der Bundesstaaten Illinois, Missouri und Kentucky befindet sich rund 75 km südlich.
Die Makanda Township liegt auf 37° 38′ N, 89° 13′ W und erstreckt sich über 98 km², die sich auf 96,85 km² Land- und 1,15 km² Wasserfläche verteilen.
Die Makanda Township liegt im äußersten Südosten des Jackson County und grenzt im Osten an das Williamson County sowie im Süden an das Union County. Innerhalb des Jackson County grenzt die Makanda Township im Westen an die Pomona Township, im Nordwesten an die Murphysboro Township sowie im Norden an die Carbondale Township.

## Verkehr
Durch die Makanda Township verläuft in Nord-Süd-Richtung der U.S. Highway 51. Alle weiteren Straßen sind County Roads oder weiter untergeordnete und zum Teil unbefestigte Fahrwege.
Parallel zum Highway 51 verläuft eine Eisenbahnlinie der früheren Illinois Central Railroad, die heute zur Canadian National Railway gehört. Diese Strecke wird auch von Amtrak genutzt.
Mit dem Southern Illinois Airport befindet sich rund 15 km nördlich der Makanda Township ein Regionalflughafen. Der nächstgelegene größere Flughafen ist der Lambert-Saint Louis International Airport (rund 180 km nordwestlich).

## Demografische Daten
Nach der Volkszählung im Jahr 2010 lebten in der Makanda Township 4353 Menschen in 1883 Haushalten. Die Bevölkerungsdichte betrug 44,9 Einwohner pro Quadratkilometer. In den 1883 Haushalten lebten statistisch je 2,31 Personen.
Ethnisch betrachtet setzte sich die Bevölkerung zusammen aus 88,7 Prozent Weißen, 4,0 Prozent Afroamerikanern, 0,3 Prozent amerikanischen Ureinwohnern, 3,9 Prozent Asiaten sowie 0,9 Prozent aus anderen ethnischen Gruppen; 2,2 Prozent stammten von zwei oder mehr Ethnien ab. Unabhängig von der ethnischen Zugehörigkeit waren 3,0 Prozent der Bevölkerung spanischer oder lateinamerikanischer Abstammung.
21,0 Prozent der Bevölkerung waren unter 18 Jahre alt, 65,6 Prozent waren zwischen 18 und 64 und 13,4 Prozent waren 65 Jahre oder älter. 50,1 Prozent der Bevölkerung war weiblich.
Das mittlere jährliche Einkommen eines Haushalts lag bei 54.881 USD. Das Pro-Kopf-Einkommen betrug 30.965 USD. 11,8 Prozent der Einwohner lebten unterhalb der Armutsgrenze.

## Ortschaften
Neben Streubesiedlung gibt es in der Makanda Township folgende Siedlungen:
City
- Carbondale1

Village
- Makanda

Unincorporated Communities
- Boskydell
- Stone Fort

1 – überwiegend in der Carbondale Township, teilweise in der Murphysboro Township